# جاكوب كوكسي
جاكوب سيكلر كوكسي الأب (16 أبريل 1854 - 18 مايو 1951)، والمعروف أحيانًا باسم الجنرال كوكسي، من ماسيلون، أوهايو، سياسي أمريكي ترشح لمنصب عدة مرات في أوهايو. مرتين، في عامي 1894 و1914، قاد "جيش كوكسي"، وهي مجموعة من الرجال العاطلين عن العمل الذين ساروا إلى واشنطن العاصمة، لتقديم عريضة تطالب الكونجرس الأمريكي بتخصيص أموال لخلق فرص عمل للعاطلين عن العمل. ورغم فشل المسيرات، فإن جيش كوكسي كان بمثابة محاولة مبكرة لإثارة الاهتمام السياسي بقضية نمت أهميتها حتى شجع قانون الضمان الاجتماعي لعام 1935 على إنشاء برامج التأمين ضد البطالة على مستوى الولايات.